# Pseudobunocephalus iheringii
Pseudobunocephalus iheringii is een straalvinnige vissensoort uit de familie van de braadpan- of banjomeervallen (Aspredinidae). De wetenschappelijke naam van de soort is voor het eerst geldig gepubliceerd in 1891 door Boulenger. De soort is vernoemd naar Hermann von Ihering, die ze samen met Sebastian Wolff op een reis door Rio Grande do Sul (Brazilië) had verzameld.